# Enigma (filme)
Enigma (bra/prt: Enigma) é um filme britânico lançado em 2001. Seu enredo trata sobre os decodificadores da Enigma em Bletchley Park durante a Segunda Guerra Mundial.

## Sinopse
Em março de 1943, a equipe de elite dos decodificadores da Inglaterra tem uma responsabilidade monumental: decifrar o Enigma, um código ultra seguro utilizado pelos nazistas para enviar mensagens aos seus submarinos. O desafio fica ainda maior quando se sabe que uma grande esquadra de navios mercantis está prestes a cruzar o Atlântico e cerca de dez mil homens correrão perigo caso a localização dos submarinos alemães não seja logo descoberta, o que apenas poderá ocorrer quando o Enigma for decifrado. Para liderar este trabalho é chamado Tom Jericho (Dougray Scott), um gênio da matemática que consegue realizar tarefas consideradas impossíveis pelos especialistas. Porém, ao mesmo tempo em que Jericho se envolve cada vez mais com a decodificação do Enigma ele precisa estar atento à sua namorada Claire (Saffron Burrows), uma sedutora e misteriosa mulher que pode estar trabalhando como espia para os alemães.